# Las mujeres de la nieve
Las mujeres de la nieve (título original en inglés: The Snow Women) es una novela corta del subgénero espada y brujería escrita por Fritz Leiber, y publicada por primera vez en 1970 en la revista Fantastic, como parte de la serie Espadas y demonios.
La novela se publicó en español en 1985, con traducción de Jordi Fibla Feito por la editorial Martínez Roca.

## Trama
La trama se basa en la historia temprana de Fafhrd, el futuro miembro del dúo de aventuras Fafhrd y el Ratonero Gris.
Fafhrd es un joven de 18 años, miembro del clan de la nieve, hijo de Mor y de Nalgron. Todos viven en la llanura del yermo frío, pero una vez al año viajan a Esquina fría, el extremo sur de su territorio, donde comercian con mercantes provenientes del sur y asisten al show.
Fafhrd, aunque desposado con Mara, conoce a Vlana Lefay, una actriz del show, y queda enamorado de ella. A pesar de las advertencias y las maldiciones de su madre Mor y su aquelarre, deja el yermo frío para viajar con Vlana y ver las tierras del sur.

## Premios y nominaciones
- 1971 Finalista del Premio Hugo  en la categoría de Novela corta.
- 1972 Finalista en el Premio Nébula en la categoría de Novela corta.[1]